# Саратога (Калифорния)
Саратога (на английски: Saratoga) е град в окръг Санта Клара в Района на Санфранциския залив, щата Калифорния, Съединените американски щати.
Намира се в Силициевата долина. Има население от 30 905души (по приблизителна оценка от 2017 г.) и обща площ от 31,4 кв. км (12,1 кв. мили).

## Галерия
- Саратога през 1906 г., снимки от Държавна агенция „Архиви“

- Саратога в началото на 21 век
- Православна църква „Свети Николай“
- Планинска винарна
- Гробище „Мадрония“
- Hakone Gardens
- Villa Montalvo